# Тырняне
Тырняне (болг. Търняне) — село в Болгарии. Находится в Видинской области, входит в общину Видин. Население составляет 149 человек.

## Политическая ситуация
Тырняне подчиняется непосредственно общине и не имеет своего кмета.
Кмет (мэр) общины Видин — Румен Ангелов Видов (Граждане за европейское развитие Болгарии (ГЕРБ)) по результатам выборов в правление общины.